# Which
which – polecenie systemu Unix. Wskazuje lokalizację pliku wykonywalnego. Ma jeden lub więcej argumentów. Dla każdego z tych argumentów wypisuje do stdout pełną ścieżkę pliku wykonywalnego, który byłby wykonywany, gdyby wprowadzono ten argument w wierszu poleceń powłoki. Dokonuje tego wyszukując plik wykonywalny lub skrypt w katalogach wymienionych w zmiennej środowiskowej. Jest to wspólne polecenie dla większości systemów typu UNIX. Jest również dostępne dla systemu Microsoft Windows.